# Alexei Aidarov
Alexéi Aidárov, también transliterado como Aliaxei Aidarau –en ruso, Алексей Айдаров; en bielorruso, Аляксей Айдараў– (Sverdlovsk, URSS, 15 de noviembre de 1974) es un deportista bielorruso que compitió en biatlón.
Participó en los Juegos Olímpicos de Nagano 1998, obteniendo una medalla de bronce en la prueba individual.
Ganó cuatro medallas en el Campeonato Mundial de Biatlón entre los años 1996 y 2003, y cuatro medallas en el Campeonato Europeo de Biatlón entre los años 1996 y 2005.

## Palmarés internacional
| Juegos Olímpicos   | Juegos Olímpicos        | Juegos Olímpicos  | Juegos Olímpicos |
| Año                | Lugar                   | Medalla           | Prueba           |
| ------------------ | ----------------------- | ----------------- | ---------------- |
| 1998               | Nagano (Japón)          | Medalla de bronce | Individual       |
| Campeonato Mundial |                         |                   |                  |
| Año                | Lugar                   | Medalla           | Prueba           |
| 1996               | Ruhpolding (Alemania)   | Medalla de bronce | Relevo           |
| 1999               | Kontiolahti (Finlandia) | Medalla de oro    | Relevo           |
| 2001               | Pokljuka (Eslovenia)    | Medalla de plata  | Relevo           |
| 2003               | Janty-Mansisk (Rusia)   | Medalla de bronce | Relevo           |
| Campeonato Europeo |                         |                   |                  |
| Año                | Lugar                   | Medalla           | Prueba           |
| 1996               | Val Ridanna (Italia)    | Medalla de plata  | Relevo           |
| 2003               | Forni Avoltri (Italia)  | Medalla de plata  | Individual       |
| 2003               | Forni Avoltri (Italia)  | Medalla de bronce | Relevo           |
| 2005               | Novosibirsk (Rusia)     | Medalla de oro    | Velocidad        |